# Cleveland Open 2022
Il Cleveland Open 2022 è stato un torneo maschile di tennis giocato su campi in cemento indoor. È stata la quarta edizione del torneo e faceva parte della categoria Challenger 80 nell'ambito dell'ATP Challenger Tour 2022. Si è giocato al Cleveland Racquet Club di Cleveland, Ohio, negli Stati Uniti, tra il 31 gennaio e il 6 febbraio 2022.

## Partecipanti

### Teste di serie
| Nazionalità            | Giocatore          | Ranking* | Testa di serie |
| ---------------------- | ------------------ | -------- | -------------- |
| Stati Uniti (bandiera) | Tennys Sandgren    | 94       | 1              |
| Italia (bandiera)      | Andreas Seppi      | 101      | 2              |
| Giappone (bandiera)    | Yoshihito Nishioka | 119      | 3              |
| Regno Unito (bandiera) | Liam Broady        | 128      | 4              |
| Austria (bandiera)     | Jurij Rodionov     | 137      | 5              |
| Stati Uniti (bandiera) | Ernesto Escobedo   | 141      | 6              |
| Ecuador (bandiera)     | Emilio Gómez       | 153      | 7              |
| Stati Uniti (bandiera) | Jack Sock          | 157      | 8              |

* Ranking al 17 gennaio 2022.

### Altri partecipanti
I seguenti giocatori hanno ricevuto una wild card per il tabellone principale:
- William Blumberg
- Aleksandar Kovacevic
- Keegan Smith

I seguenti giocatori sono passati dalle qualificazioni:
- Ulises Blanch
- Sebastian Fanselow
- Alexis Galarneau
- Rinky Hijikata
- Emilio Nava
- Roberto Quiroz

## Punti e montepremi
| Torneo    | Torneo              | V     | F     | SF    | QF    | 2T  | 1T  | Q | Q2  | Q1  |
| Singolare | Punti               | 80    | 48    | 29    | 15    | 7   | 0   | 4 | 2   | 0   |
| Singolare | Premi in denaro ($) | 7 200 | 4 240 | 2 510 | 1 460 | 860 | 520 | – | 260 | 130 |
| Doppio    | Punti               | 80    | 48    | 29    | 15    | –   | 0   | – | –   | –   |
| Doppio    | Premi in denaro $   | 3 100 | 1 800 | 1 080 | 640   | –   | 360 | – | –   | –   |

## Campioni

### Singolare
Dominic Stricker ha sconfitto  Yoshihito Nishioka con il punteggio di 7–5, 6–1.

### Doppio
William Blumberg /  Max Schnur hanno sconfitto  Robert Galloway /  Jackson Withrow con il punteggio di6–3, 7–6(4).